# Cărturești Carusel

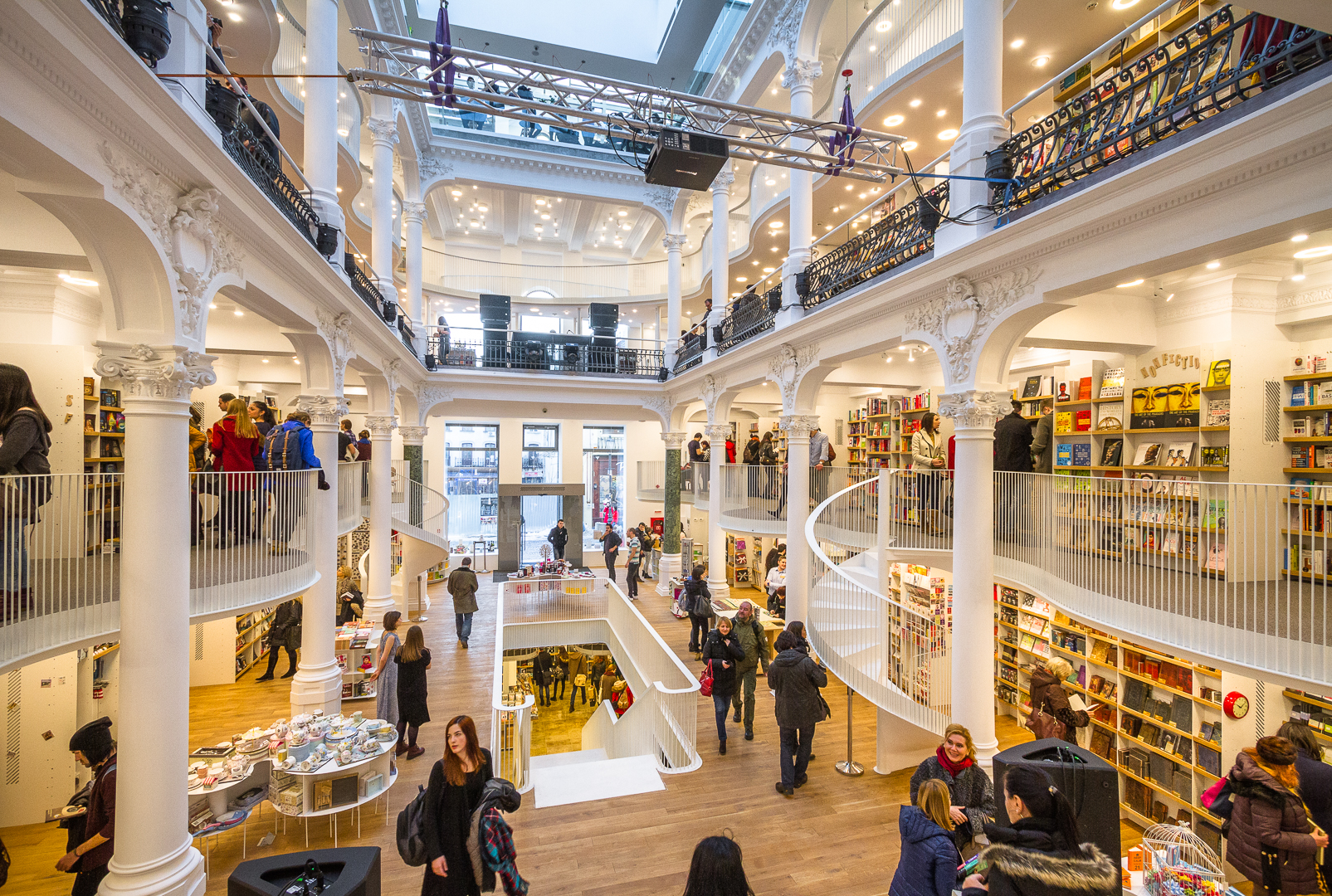
Cărturești Carusel Buchhandlung, Innenansicht

Cărturești Carusel ist eine Buchhandlung in der Lipscani 55 in der Altstadt von Bukarest in Rumänien.
Das Gebäude, das heute eine Buchhandlung beherbergt, wurde zu Beginn des 20. Jahrhunderts im Auftrag der Bankiersfamilie Chrissoveloni erbaut. Während der ersten Jahrzehnte seines Bestehens war in dem Haus die Hauptfiliale des Bankhauses Chrissoveloni untergebracht und später ein Gemischtwarenladen. Gegen Ende der 1990er bis Anfang der 2000er Jahre verfiel das Gebäude. Nach fünfjähriger Restaurierung öffnete es im Jahre 2015 als Buchladen.